# I'm a Cyborg, But That's OK
I'm a Cyborg, But That's OK (싸이보그지만 괜찮아?, Cyborgjiman gwaenchanh-aLR) è un film sudcoreano del 2006 diretto da Park Chan-wook.

## Trama
Young-goon ha vissuto fin da giovane con la nonna materna, finché questa non è stata rinchiusa in un manicomio per la sua insana abitudine di rosicchiare continuamente radici e credersi la madre di alcuni topi. Il trauma per la giovane Young-goon fu così duro che iniziò a credere di essere un cyborg e di poter parlare con diversi apparecchi elettrici come la radio, i neon e i distributori automatici, ma solo indossando la dentiera lasciata a casa dalla nonna.
Quando un giorno si taglia le vene di un polso e si infila alcuni fili elettrici nella carne viene ricoverata anche lei in un manicomio in cui vivono soggetti che soffrono delle patologie mentali più disparate. La ragazza inizialmente ha come unici amici gli apparecchi che trova nello stabilimento. La radio ad esempio la convince che deve a tutti i costi uccidere i dottori che hanno portato via sua nonna, ma per farlo deve guadagnare energie. Young-goon però si convince che mangiare cibo può in qualche modo danneggiare i suoi sistemi cibernetici e da quel momento si nutre soltanto leccando delle batterie.
Ma quando i dottori la costringono a cibarsi con la forza Park Il-sun, un ragazzo che ha paura di svanire e per questo ruba in continuazione (persino l'anima e i comportamenti delle persone), finge di installare all'interno della ragazza un macchinario in grado di convertire il cibo in energia elettrica, salvandola in questo modo. I due diventano sempre più intimi e infine tra loro sboccia l'amore.

## Distribuzione
Il film è stato distribuito in Corea del Sud il 7 dicembre del 2006 con il titolo 싸이보그지만 괜찮아?, Cyborgjiman gwaenchanh-aLR. Nel 2007 è seguita la distribuzione internazionale: il 9 febbraio il film è stato proiettato in Germania al Festival Internazionale del Cinema di Berlino, il 27 luglio al Fantasy Filmfest e il 29 ottobre al Munich Asia Filmfest, il 17 gennaio 2008 è stato infine distribuito nel resto del paese; l'8 marzo a Singapore; il 17 marzo è stato proiettato negli Stati Uniti al Southwest Film Festival, il 24 giugno al New York Asian Film Festival e il 13 ottobre al San Diego Asian Film Festival; il 19 marzo è stato presentato al Hong Kong International Film Festival e il 22 nel resto di Hong Kong; il 30 marzo in Francia al Deauville Asian Film Festival e il 12 dicembre 2007 nel resto del paese; nel luglio al Cinema Digital Seoul Festival in Corea del Sud; il 22 luglio in Polonia al ERA New Horizons Film Festival; il 19 agosto nel Regno Unito, in Scozia, all'Edinburgh International Film Festival, cui è seguita il 4 aprile 2008 la distribuzione nel resto del paese; il 15 settembre in Giappone; il 21 settembre in Brasile al Festival di Rio; nell'ottobre in Canada al Montréal Festival of New Cinema; il 12 ottobre a Sitges, in Spagna, al Catalonian International Film Festival e il 14 novembre all'International Week of Fantastic Cinema di Malaga; il 18 novembre in Svezia all'International Film Festival di Stoccolma, cui è seguita il 10 ottobre del 2008 nel resto del paese; il 19 novembre in Norvegia all'International Film Festival di Oslo; il 1º dicembre in Repubblica Ceca al Filmasia Asian Film Festival. Nel 2008 il film ha visto la distribuzione internazionale: il 17 gennaio in Russia; in febbraio è stato proiettato in Portogallo al FantasPorto; il 17 marzo in Grecia; il 22 maggio in Ungheria; Il 17 ottobre è stato proiettato nelle Filippine al Cinemanila International Film Festival. Il 30 ottobre 2016 è stato proiettato nuovamente nel Regno Unito all'East Asia Film Festival di Londra. In Italia ne è prevista l'uscita nelle sale per il 2 febbraio 2023.
Il film è noto internazionalmente, nella maggior parte dei paesi occidentali, con il titolo in inglese I'm a Cyborg, But That's OK (Canada, Finlandia, Germania, Italia, Stati Uniti d'America, Svezia). Nel Regno Unito tuttavia è stato distribuito con il titolo I'm a Cyborg. Altri titoli con cui il film è stato distribuito internazionalmente sono: Sou um Cyborg, E Daí?, Eu, Eu Sou um Cyborg, e Daí? e Eu Sou um Cyborg, mas Tudo Bem! (Brasile); Аз съм киборг, но всичко е наред (Bulgaria); Ja sam kiborg, ali to je u redu (Croazia); Olen kyborgi, mutta se sopii (Finlandia); Je suis un cyborg (Francia); Τι κι αν είναι σάιμποργκ; Είναι... ok (Grecia); Cyborg vagyok, amúgy minden oké (Ungheria); Ég er sæborg, en það er allt í lagi (Islanda); サイボーグでも大丈夫 (Giappone); Ssa-i-bo-geu-ji-man-gwen-chan-a (Paesi Bassi); Jestem cyborgiem i to jest OK (Polonia); Eu Sou um Ciborgue, mas não Faz Mal (Portogallo); Я киборг, но это нормально (Russia); Soy un cyborg (Spagna); 賽柏格之戀 (Taiwan); Ben Bir Robotum Ama Sorun Değil (Turchia).
Nel 2009 è stato distribuito in home video in Finlandia, Germania e Islanda. Il 28 luglio 2022 è stato inoltre distribuito in home video anche in Italia con il titolo I'm a Cyborg, But That's OK dalla Midnight Factory in formato DVD e Blu-ray, in un'edizione a tiratura limitata con libretto allegato, in lingua originale sottotitolata.

## Riconoscimenti
- 2007 – Asian Film Award
  - Candidatura al miglior attore a Rain
  - Candidatura alla miglior attrice a Lim Soo-jung
- 2007 – Baeksang Arts Award
  - Miglior attore emergente a Rain
- 2007 – Blue Dragon Film Award
  - Candidatura alla miglior direzione artistica a Ryu Seong-hie
  - Candidatura al miglior attore emergente a Rain
- 2008 – Fantasporto
  - International Fantasy Film Award - Menzione speciale a Park Chan-wook
- 2007 – Festival internazionale del cinema fantastico della Catalogna
  - Migliore sceneggiatura a Chung Seo-kyung e Park Chan-wook
  - Candidatura al miglior film a Park Chan-wook
- 2007 - Festival Internazionale del Cinema di Berlino
  - Premio Alfred Bauer a Park Chan-wook
  - Orso d'oro a Park Chan-wook
- 2007 – Grand Bell Award
  - Candidatura al miglior attore emergente a Rain
  - Candidatura ai migliori effetti speciali a Jeon Hyoung Lee
- 2007 – Málaga International Week of Fantastic Cinema
  - Miglior regista a Park Chan-wook
  - Migliori effetti speciali a Sung-jin Jung e Jeon Hyoung Lee
- 2007 – Montréal Festival of New Cinema
  - Z Tele Grand Prize a Park Chan-wook
- 2007 – Women in Film Korea Festival
  - Technical Award a Jo Sang-gyeong

## Influenze nella cultura di massa
- Il dramma I'm not a robot del 2017 è ispirato largamente a questo film.